# Bletchingley Castle
Bletchingley Castle är ett slott i Storbritannien.   Det ligger i grevskapet Surrey och riksdelen England, i den södra delen av landet, 30 km söder om huvudstaden London. Bletchingley Castle ligger 147 meter över havet.
Terrängen runt Bletchingley Castle är lite kuperad. Runt Bletchingley Castle är det tätbefolkat, med 343 invånare per kvadratkilometer. Närmaste större samhälle är Sutton, 14,0 km nordväst om Bletchingley Castle. Trakten runt Bletchingley Castle består till största delen av jordbruksmark.